# Лакът (остров)
Остров Лакът е български дунавски остров, разположен между 585,4 км и 590,1 км по течението на реката в Област Плевен, община Никопол. Площта му е 1,9 km2, която му отрежда 12-о място по големина сред българските дунавски острови.
Островът се намира северно от Свищовско-Беленската низина, от който го отделя речен канал с ширина 650 м. Има удължена форма с дължина от 2,9 км и ширина до 0,8 км. Максималната му височина от 27 м се намира в западната му част и отстои на 5 – 6 м над нивото на реката. По-голямата част от бреговете му са стръмни и е единственият български дунавски остров, който почти не се залива при високи води на реката. Изграден е от речни наноси и е обрасъл предимно с върба. Западно от него от него са по-малките български острови Градина и Средняк, а югоизточно – остров Палец. На острова е създадена защитената зона „Остров Лакът“.

## Топографска карта
- Лист от карта K-35-2. Мащаб: 1 : 100 000.
- Лист от карта K-35-3. Мащаб: 1 : 100 000.